# 318 v.Chr.
Het jaar 318 v.Chr. is een jaartal volgens de christelijke jaartelling.

## Gebeurtenissen

### Griekenland
- Antigonus I weigert Polyperchon te erkennen als heerser over Macedonië en Thessalië.
- Antigonus I begint onderhandelingen met Eumenes van Cardië en vormt een alliantie met de Perzische satrapieën.
- Eumenes van Cardië blijft trouw aan Polyperchon, Cassander en Ptolemaeus I verklaren de oorlog.
- Eumenes van Cardië trekt zich terug over de Eufraat en verovert Babylon.
- Cassander landt met een Macedonisch expeditieleger in Piraeus en onderdrukt de opstand in Athene.

### China
- Nomadenstammen in Centraal-Azië, de Xiongnu genaamd, vestigen zich ten noorden van de Gobi-woestijn, het tegenwoordige Mongolië.

## Geboren
- Ptolemaeus Keraunos (~318 v.Chr. - ~279 v.Chr.), koning van Macedonië en oudste zoon van Ptolemaeus I Soter